# Ordre du Führer

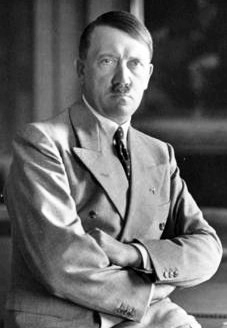
Photo d'Adolf Hitler (1936)

Un Führererlass (« décret du Führer »)  était un texte à caractère législatif ou règlementaire pris par Adolf Hitler en sa qualité de chancelier du Reich ou de Führer et chancelier. Le terme « Führerbefehl » (ordre du Führer) souvent utilisé dans la littérature et au cinéma, fait référence (même sans trace écrite) à un Führererlass. 

## Base juridique
La loi des pleins pouvoirs du 24 mars 1933 confère à Adolf Hitler le droit de légiférer directement, sans intervention du Reichstag.

## Usage initial

### Compétences
Jusqu'au déclenchement du conflit, ces décrets, pris sur la base de la loi sur les pleins pouvoirs du 24 mars 1933, concernent avant tout des questions d'organisation et de répartition des pouvoirs. 

### Publication
Ces textes ne sont pas publiés ; ils sont en général portés à la connaissance des administrations censées les appliquer par voie hiérarchique.
Leur absence de publication crée rapidement des situations inextricables. Ainsi, par exemple, en 1942, les églises autrichiennes sont expropriées de terrains, situés en Carinthie, par le gouverneur et le Gauleiter. Lors des procédures judiciaires qui en découlent, les juges mettent en avant les conséquences sur l'ordre administratif dans le Reich, si les autorités judiciaires doivent prendre des décisions juridiques en fonction d'un Führerbefehl, non publié.

## Évolution de leur usage

### Inflation législative
Au fil de l'évolution du régime, surtout pendant la guerre, ces décrets sont utilisés de plus en plus massivement.

### Conséquences institutionnelles
Ces décrets participent au délitement du gouvernement du Reich.

## Exemple deFührerbefehle

### Décrets à portée législative ou réglementaire
- Arbeitsordnungsgesetz

### Ordres du Führer sans base juridique ou trace écrite
- Aktion T4
- Shoah